# Ferrovia Amsterdam-Haarlem-Rotterdam
La ferrovia Amsterdam-Haarlem-Rotterdam, conosciuta anche come Oude Lijn (tradotto dall'olandese, "vecchia linea"), è una linea ferroviaria dei Paesi Bassi tra Amsterdam Centraal e Rotterdam Centraal via Haarlem.

## Storia
La prima tratta, da Amsterdam ad Haarlem, è la linea ferroviaria più antica dei Paesi Bassi, da cui il nome Oude lijn. Fu aperta il 20 settembre 1839, seguita dalla tratta da Haarlem a Leida nel 1842, da Leida all'Aia nel 1843 e dall'Aia a Rotterdam nel 1847.
Segue il vecchio percorso del servizio di trekschuit, una chiatta fluviale in servizio passeggeri trainata da cavalli lungo il percorso Leida, Haarlem, Sloterdijk nei pressi di Amsterdam. Entrata in servizio tra il 1839 e il 1847 fu costruita e gestita per i primi anni dalla Hollandsche IJzeren Spoorweg-Maatschappij. La linea ebbe uno scartamento largo da 1945 mm fino al 1866 quando fu adottato lo scartamento standard da 1435 mm. Venne elettrificata tra il 1924 e il 1927.
L'apertura nel 1978 della Schiphollijn e nel 1986 della linea Amsterdam-Schiphol consentirono una connessione più rapida tra Leida e Amsterdam attraverso Schiphol. Nonostante l'apertura delle due nuove linee, la Oude Lijne via Haarlem è rimasta una importante linea ferroviaria.

## Caratteristiche
La ferrovia è, come la maggior parte delle ferrovie dei Paesi Bassi, elettrificata e alimentata con corrente continua a 1500 volt. La linea è a due binari da Amsterdam a Leida, a quattro binari da Leida a Rijswijk, nuovamente a due binari da Rijswijk a Scheidam e, infine, a quattro binari da Scheidam a Rotterdam.
|  | Unknown route-map component "vCONTg-" |

|  | Unknown route-map component "vSTR-STR+l" | Unknown route-map component "CONTfq" |

|  | Unknown route-map component "vHST" |

|  | Unknown route-map component "SPLe" |

|  | Unknown route-map component "S+BHF" |

| Continuation backward | Straight track |  |

| Unknown route-map component "ABZl+l" | Unknown route-map component "ABZgr" |  |

| Straight track | Straight track | Continuation backward |

| One way leftward | Unknown route-map component "TS+BHFu" | Unknown route-map component "ABZgr" |

|  | Straight track | Stop on track |

| Unknown route-map component "CONTgq" | Unknown route-map component "KRZur" | One way rightward |

| Unknown route-map component "hKRZWae" |

| Stop on track |

| Unknown route-map component "hKRZWae" |

| Station on track |

| Unknown route-map component "CONTgq" | Unknown route-map component "ABZgr" |  |

| Unknown route-map component "CONTgq" | Unknown route-map component "ABZgr" |  |

| Stop on track |

| Stop on track |

| Stop on track |

|  | Unknown route-map component "ABZg+l" | Unknown route-map component "CONTfq" |

| Station on track |

|  | Unknown route-map component "ABZgl" | Unknown route-map component "CONTfq" |

| Unknown route-map component "hKRZWae" |

| Stop on track |

| Stop on track |

| Stop on track |

|  | Unknown route-map component "ABZg+l" | Unknown route-map component "CONTfq" |

| Stop on track |

| Unknown route-map component "KBHFaq" | Unknown route-map component "KRZor+r" + Unknown route-map component "KRZo+l" | Unknown route-map component "STR+r" |

|  | Straight track | Continuation forward |

| Station on track |

| Stop on track |

| Unknown route-map component "tSTRa" |

| Unknown route-map component "tHST" |

| Unknown route-map component "tSTRe" |

| Unknown route-map component "tSTRa" |

| Unknown route-map component "tBHF" |

| Unknown route-map component "tSTRe" |

| Stop on track |

| Unknown route-map component "CONTgq" | Unknown route-map component "ABZg+r" |  |

| Unknown route-map component "hKRZWae" |

| Stop on track |

| Unknown route-map component "hKRZWae" |

|  | Unknown route-map component "ABZgl" | Unknown route-map component "CONTfq" |

|  | Unknown route-map component "ABZg+l" | Unknown route-map component "CONTfq" |

|  | Unknown route-map component "ABZg+l" | Unknown route-map component "CONTfq" |

| Unknown route-map component "S+BHF" |

| Continuation forward |